# Telstar 11
O Telstar 11 (também conhecido por Orion 1) foi um satélite de comunicação geoestacionário da série Telstar que foi construído pela Matra Marconi, ele esteve localizado na posição orbital de 142,5 graus de longitude leste e foi inicialmente operado pela Orion Network Systems e posteriormente pela Loral Skynet. O satélite foi baseado na plataforma Eurostar-2000.

## História
O Orion 1 foi lançado em novembro de 1994, foi a primeira compra de um satélite europeu por uma empresa norte-americana. Seus 34 transponders em banda Ku servia a Europa, as Montanhas Rochosas nos Estados Unidos e partes do Canadá e do México, fornecia vídeo para a transmissão de televisão e de negócios, acesso à Internet banda larga de alta velocidade, serviços de multimídia e rede de dados. O satélite Orion 1 era equipado com muitos recursos que eram inovadores na época de seu lançamento e agora estão a ser encontrado como padrão em muitos satélites modernos. Em 1998, a operadora Orion Network Systems, Inc., foi adquirida pela Loral e o satélite foi integrado na sua frota, e o mesmo passou a ser operado pela Loral Skynet, sob o novo nome Telstar 11.
Como contratante principal, a Astrium forneceu tanto a plataforma (baseada no Eurostar-2000 uma versão da série Eurostar da empresa) e a carga útil.
Um segundo satélite chamado Orion 2 idêntico ao Orion 1 foi originalmente encomendado, mas cancelado em 1993. Em vez disso, um Orion 2 melhorado foi ordenado, o que também foi cancelado e vendida para a Eutelsat.

## Lançamento
O satélite foi lançado com sucesso ao espaço no dia 29 de novembro de 1994, por meio de veículo Atlas IIA a partir da Estação da Força Aérea de Cabo Canaveral, na Flórida, EUA. Ele tinha uma massa de lançamento de 2.361 kg.

## Capacidade
O Telstar 11 era equipado com 34 transponders em banda Ku.